# Nura Hasan
Nura Hasan es una deportista egipcia que compitió en judo. Ganó una medalla de plata en el Campeonato Africano de Judo de 1996 en la categoría de –72 kg.

## Palmarés internacional
| Campeonato Africano | Campeonato Africano   | Campeonato Africano | Campeonato Africano |
| Año                 | Lugar                 | Medalla             | Categoría           |
| ------------------- | --------------------- | ------------------- | ------------------- |
| 1996                | Sudáfrica (Sudáfrica) | Medalla de plata    | –72 kg              |